# Estola annulicornis
Estola annulicornis är en skalbaggsart som beskrevs av Fisher 1942. Estola annulicornis ingår i släktet Estola och familjen långhorningar. Inga underarter finns listade i Catalogue of Life.